# Hôpital Saint-Joseph (Paris)
Pour les articles homonymes, voir Hôpital Saint-Joseph.
L'hôpital Paris Saint-Joseph est un hôpital généraliste privé situé dans le 14e arrondissement de Paris exerçant une activité de court séjour en médecine, chirurgie et obstétrique. 
Cet établissement est un établissement de santé privé d'intérêt collectif (ESPIC) pratiquant  des tarifs conventionnés sans dépassement d'honoraires. Il relève de la Fédération des établissements hospitaliers et d'aide à la personne privés non lucratifs (FEHAP). 
Il est administré par la fondation Hôpital Saint-Joseph, qui administre également l'hôpital Notre-Dame-de-Bon-Secours, l'hôpital Marie-Lannelongue, les centres de santé de l'Association Marie-Thérèse et un Institut de formation en soins infirmiers (IFSI Paris Saint-Joseph). 
Le conseil d'administration de la Fondation est présidé par Jacques Gounon, qui remplace Georges-Christian Chazot depuis le 23 septembre 2021. Régis Moreau est directeur général des hôpitaux Saint-Joseph & Marie-Lannelongue depuis le 1er décembre 2022. Il remplace Jean-Patrick Lajonchère, à la tête du groupe pendant treize années.
Cet hôpital est implanté au sein d'une cité hospitalière éponyme, au sein de laquelle se trouvent d'autres structures de santé, parmi lesquelles l'hôpital Léopold-Bellan, l’Association des utilisateurs du rein artificiel (AURA), la clinique Arago et l'hôpital Sainte-Marie Paris. 
L'hôpital est desservi par la station de métro Plaisance (ligne 13) et la station de tram Porte de Vanves (tram T3a). 

## Chiffres clés
- En 2019, l’hôpital a une capacité de 587 lits et 100 places.
- En 2019 : 3 559 naissances, 77 182 séjours, 56 360 passages aux urgences.
- 19 salles d’opération, 4 salles d'imagerie et de cardiologie interventionnelle, 1 salle hybride et 4 salles d’endoscopie
- Imagerie médicale : 3 IRM, 3 scanners, radiologie, 1 EOS
- 1 laboratoire de biologie médicale et d'anatomopathologie
- 1 laboratoire de microbiologie et 1 plateforme de dosages des médicaments
- 9 salles d’accouchements et 2 salles de césariennes.

## L'hôpital Saint-Joseph
En 1878, à l'initiative de Maurice d'Hulst, naît le projet de créer une faculté libre de médecine et un hôpital pour la formation des étudiants. Le projet de faculté n'aboutit pas mais grâce à la générosité d'un groupe de catholiques laïcs un terrain est acquis pour y construire l'hôpital Saint-Joseph. Le « petit hôpital », comptant quatre pavillons de treize lits, voit le jour le 14 septembre 1884.
Le plan de l'ensemble, composé de plusieurs pavillons répartis autour d'une chapelle, est dessiné par l’architecte Paul-Eugène Lequeux. L'ancienne étant devenue trop petite, une nouvelle chapelle est édifiée par Lequeux dans un style néo-roman, de 1899 à 1902. Le « second hôpital » est inauguré en 1901. Jusqu'en 1910 la construction des différents pavillons, financés par de généreux donateurs, accompagne le développement des spécialités de médecine et de chirurgie. 400 lits sont disponibles, près de 20 médecins et 12 internes sont présents quotidiennement au chevet des malades.

Photographies anciennes
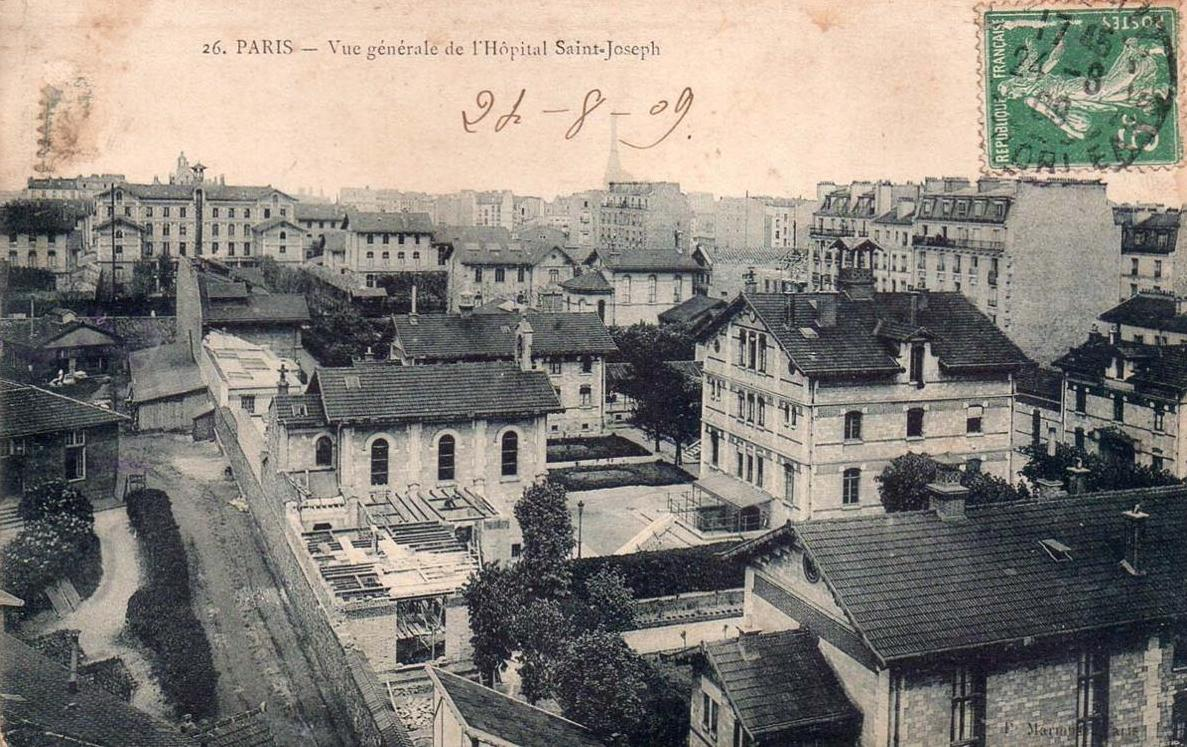
Vue générale.
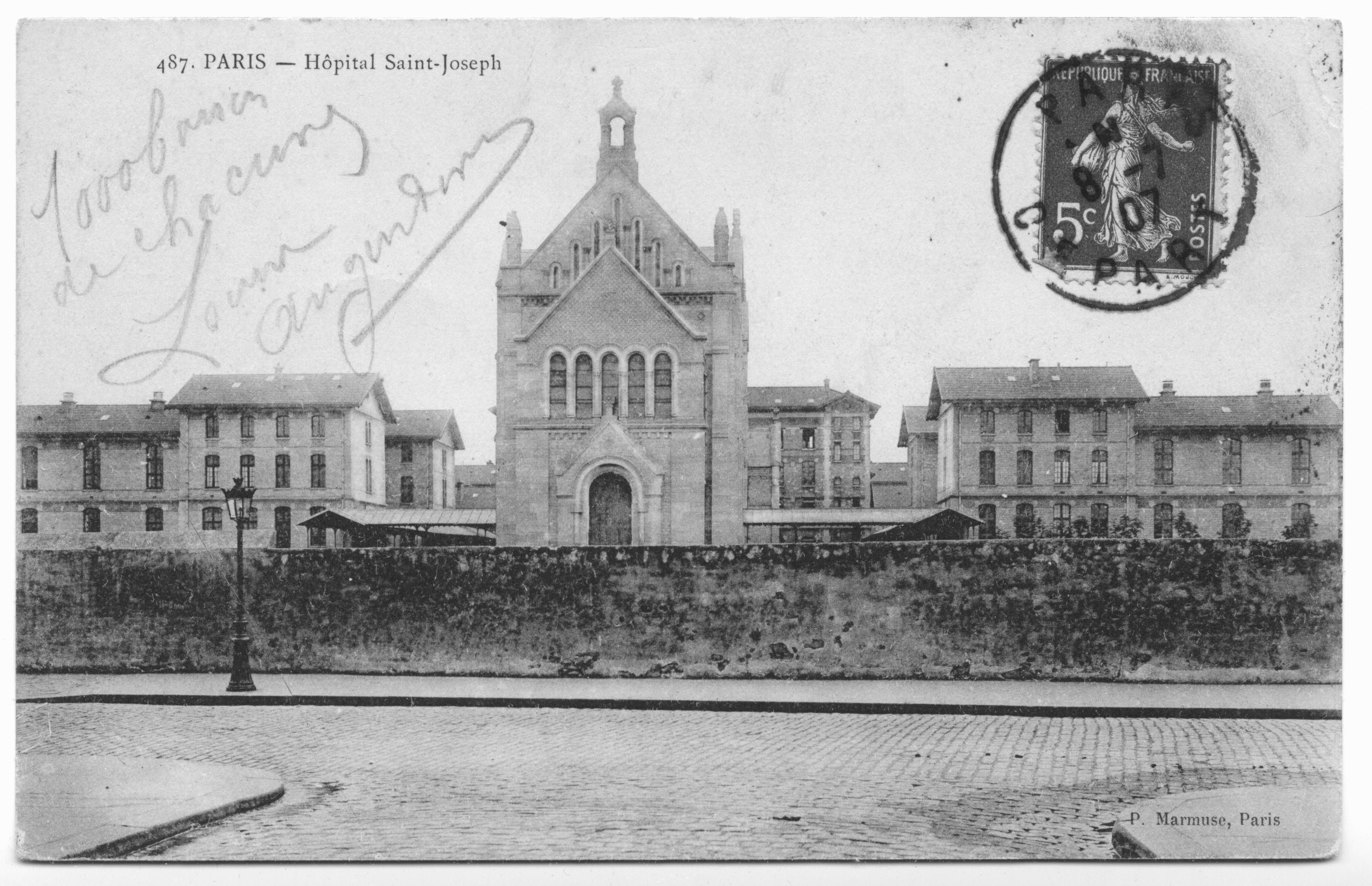
Chapelle.
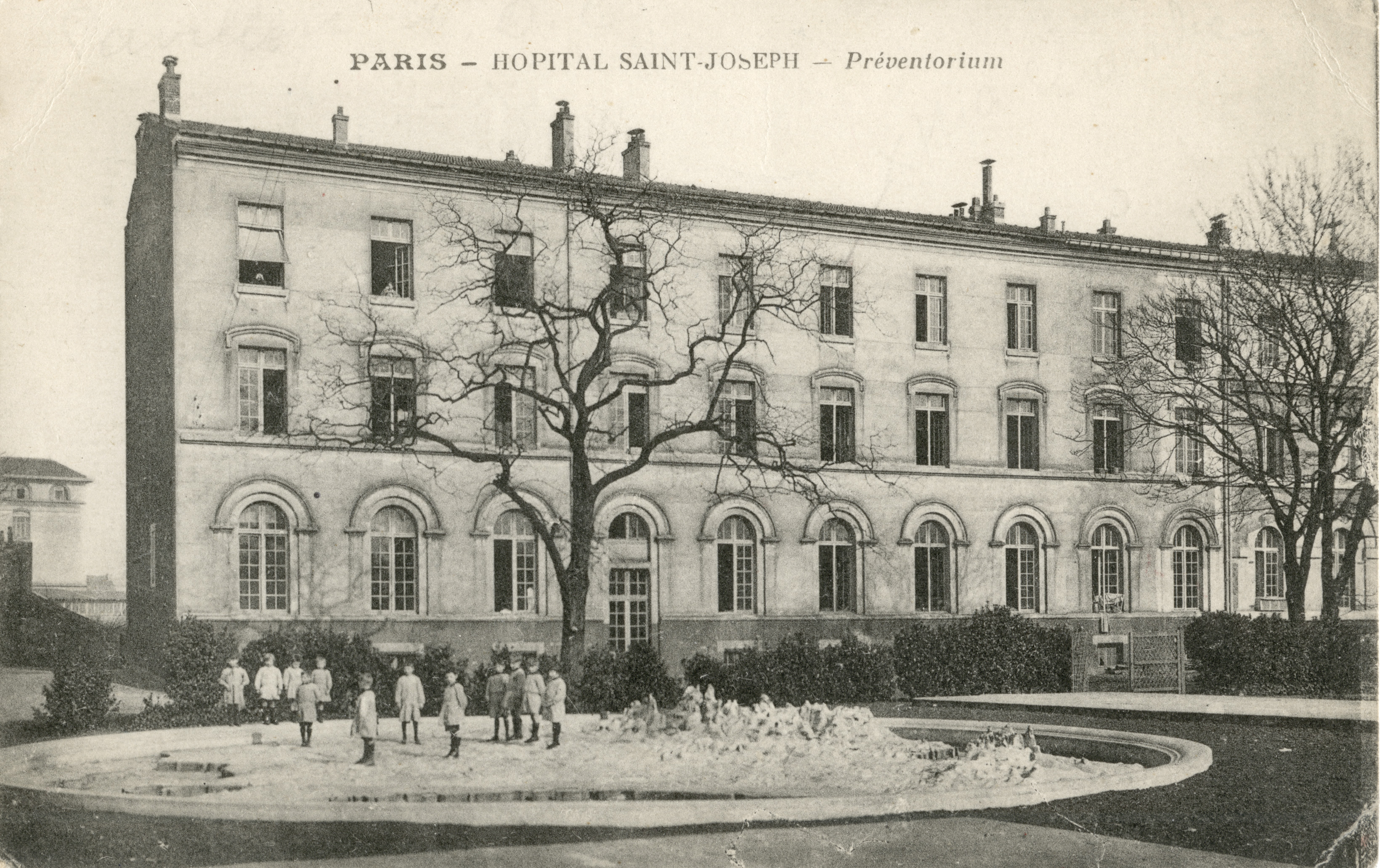
Préventorium.
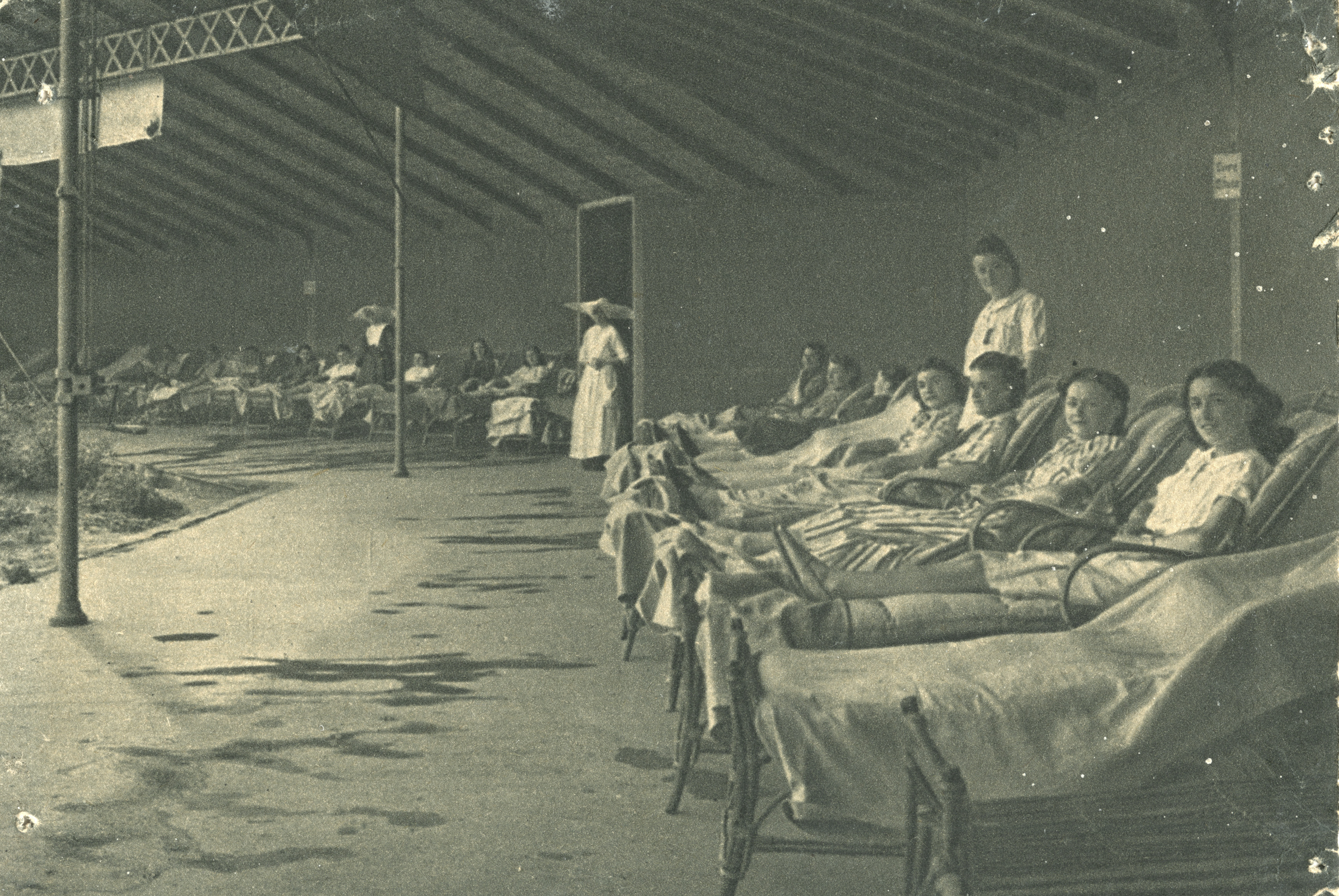
Pavillon des tuberculeux.

Les sœurs de Saint-Vincent-de-Paul dirigent les services généraux et soignent aussi les malades.
En 1958, lorsque les religieuses quittent la direction de l'hôpital, 800 lits, 180 médecins et 818 agents hospitaliers accueillent et soignent les patients.

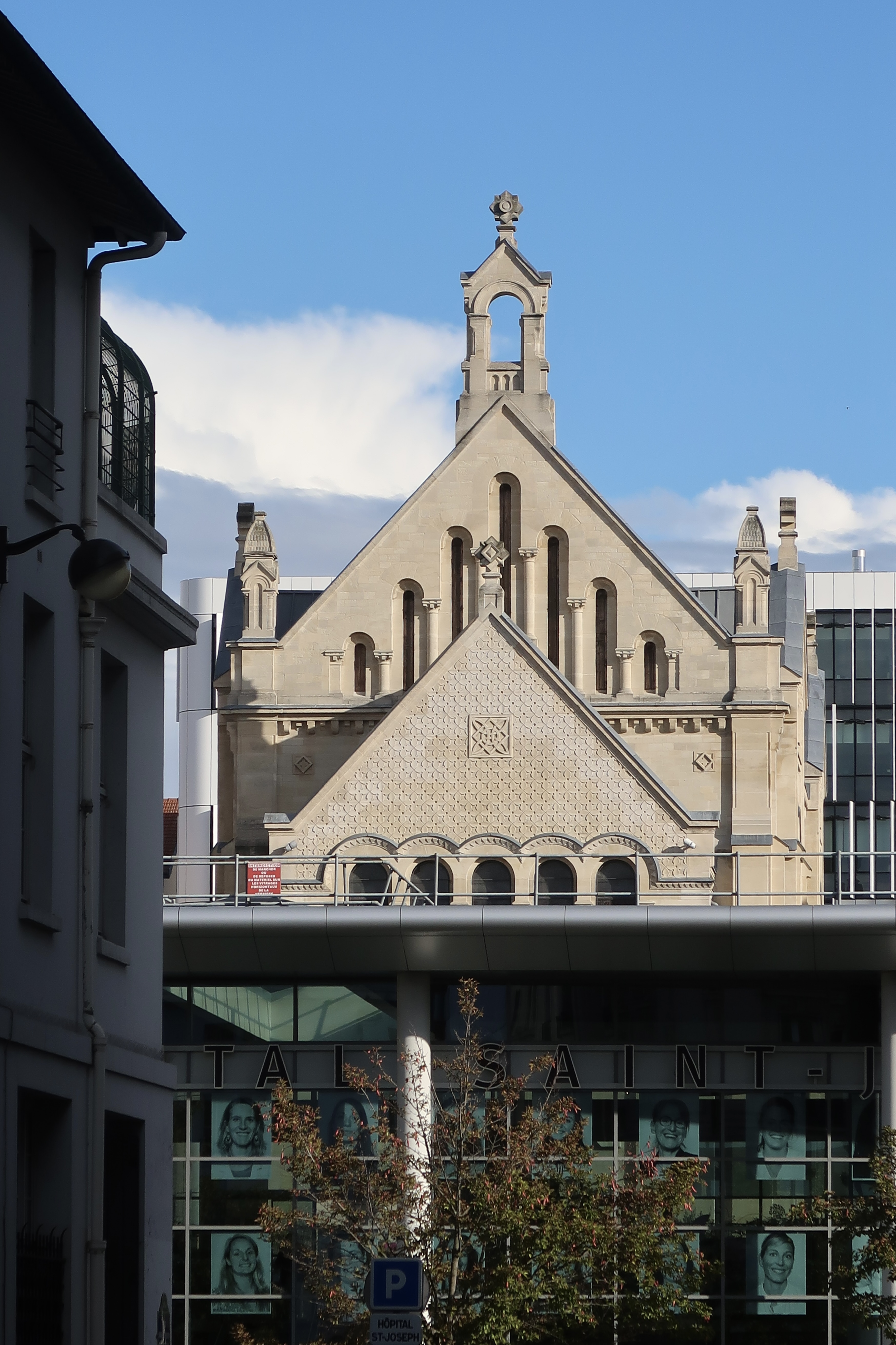
Chapelle.

En 1976, l'hôpital Saint-Joseph est admis à participer au service public hospitalier : il accueille les urgences et forme les médecins en liaison avec le CHU Broussais-Hôtel-Dieu.
En 1977, l'hôpital devient une fondation, habilitée à recevoir des dons et des legs.
Depuis 1995, les bâtiments d'hébergement des patients sont reconstruits et modernisés, sans que soit interrompue l'activité hospitalière.
En 2019, le magazine américain Newsweek classe l'hôpital Saint-Joseph parmi les 100 meilleurs hôpitaux du monde dans son classement annuel World’s Best Hospitals (5e sur le plan national). Le binôme Saint-Joseph et Marie Lannelongue est classé 14e meilleur hôpital de France et 1er ESPIC du pays dans le palmarès 2024 du magazine Le Point.

## L'hôpital Saint-Michel
Fondé en 1888, il se compose de 30 lits, un bloc opératoire et une pharmacie.
Il est géré par l'association de l'hôpital Saint-Michel et Saint-Vincent, reconnue d'utilité publique en 1924.
L'association est, par ailleurs, avec la Compagnie des Filles de la Charité, membre fondateur de l'association Monsieur-Vincent qui assure la gestion d'une quinzaine de maisons de retraite situées dans les régions Île-de-France, Nord et Lorraine.
Les sœurs de Saint-Vincent de Paul, de la Compagnie des Filles de la Charité, ont été parmi les principales actrices de la création de l'hôpital Saint-Michel.
L'hôpital Saint-Michel, situé rue Olivier-de-Serres dans le 15e arrondissement de Paris, est un établissement privé à but non lucratif et participe depuis 1977 au service public hospitalier (PSPH).
À partir de la création de l'hôpital, plusieurs bâtiments sont successivement construits avec l'aide de dons privés.
Les disciplines médicales se développent au fil du temps sous l'impulsion de médecins et de chirurgiens de renom comme le Dr Joseph Récamier qui crée l'un des premiers centres de soins palliatifs, le Dr Victor Veau qui développe la chirurgie des malformations congénitales de l'enfant, le Dr Marceau Servelle qui réalise les premières interventions à cœur ouvert.
En 2005, la capacité d'accueil de l'hôpital était de 181 lits et places (60 lits de chirurgie, 103 lits de médecine et 18 places d'ambulatoire).
L'hôpital Saint-Michel, rue Olivier-de-Serres, ferme ses portes en 2011. Le site est transformé en un ensemble d'habitations et de services appelé « Village Saint-Michel ».

## Hôpital Notre-Dame de Bon Secours
L'Association Notre-Dame de Bon Secours est une association loi de 1901 reconnue d'utilité publique depuis 1926, créée par les sœurs augustines de Notre-Dame de Paris en 1887 pour gérer l'asile que l'abbé Carton leur avait confié au début du XIXe siècle.
Au début du XXe siècle, l'hôpital inaugure en 1910 le service de gynécologie obstétrique.